# Crassula lasiantha
Crassula lasiantha (лат.) — вид суккулентных растений рода Толстянка (Crassula) семейства Толстянковые (Crassulaceae), естественно произрастающий на территории Капской провинции Южно-Африканской Республики.

## Ботаническое описание
Многолетние растения с разветвленными стелющимися ветвями, образующими плотный ковер, характеризующиеся прочными листьями. Корни мочковатые. Молодые ветви имеют загнутые волоски. Листья обратнояйцевидно-эллиптические или округлые, размером 3–6 х 3–4 мм, с хорошо выраженными жилками, зеленые, которые в период засухи могут приобретать красноватый оттенок, с реснитчатым краем и тупыми кончиками.
Цветки собраны в тирсы с несколькими дихазиями. Чашелистики достигают длины до 2 мм, они продолговато-треугольные, опушенные, с реснитчатым краем и тупыми кончиками, венчик трубчатый, от белого до кремового цвета. Лепестки обратноланцетно-эллиптические, до 3,5 мм, с коротким сросшимся основанием, острыми кончиками и субтерминальным верхушечным придатком, а пыльники окрашены в жёлтый цвет. Растение цветет с середины лета до осени.

## Распространение и экология
Растение встречается в Южно-Африканской Республике (Западный Кейп) в кустарниковой растительности, известной как финбос, и предпочитает тенистые скалистые утёсы.

## Таксономия
Crassula lasiantha E.Mey. ex Harv., первое упоминание в W.H.Harvey & auct. suc. (eds.), Fl. Cap. 2: 344 (1862).

### Синонимы
Гетеротипные (основанные на разных номенклатурных типах):
- Crassula capitellata E.Mey. ex Harv.